# Thảm họa Ngày Lễ Tạ ơn
Thảm họa Ngày Lễ Tạ ơn (tiếng Anh: Thanksgiving Day Disaster) diễn ra vào ngày 29 tháng 11 năm 1900, tại trận bóng bầu dục đại học thường niên giữa California Golden Bears và Stanford Cardinal, còn được gọi là The Big Game. Rất đông người không muốn trả tiền vé 1 đô la (tương đương 30 đô la) đã tập trung trên nóc nhà máy thủy tinh để xem miễn phí. Mái nhà bị sập, làm nhiều người rơi xuống lò nung. Vụ việc khiến 23 người thiệt mạng và hơn một trăm người khác bị thương. Thảm họa được coi là tai nạn chết người nhất tại một sự kiện thể thao trong lịch sử Hoa Kỳ.

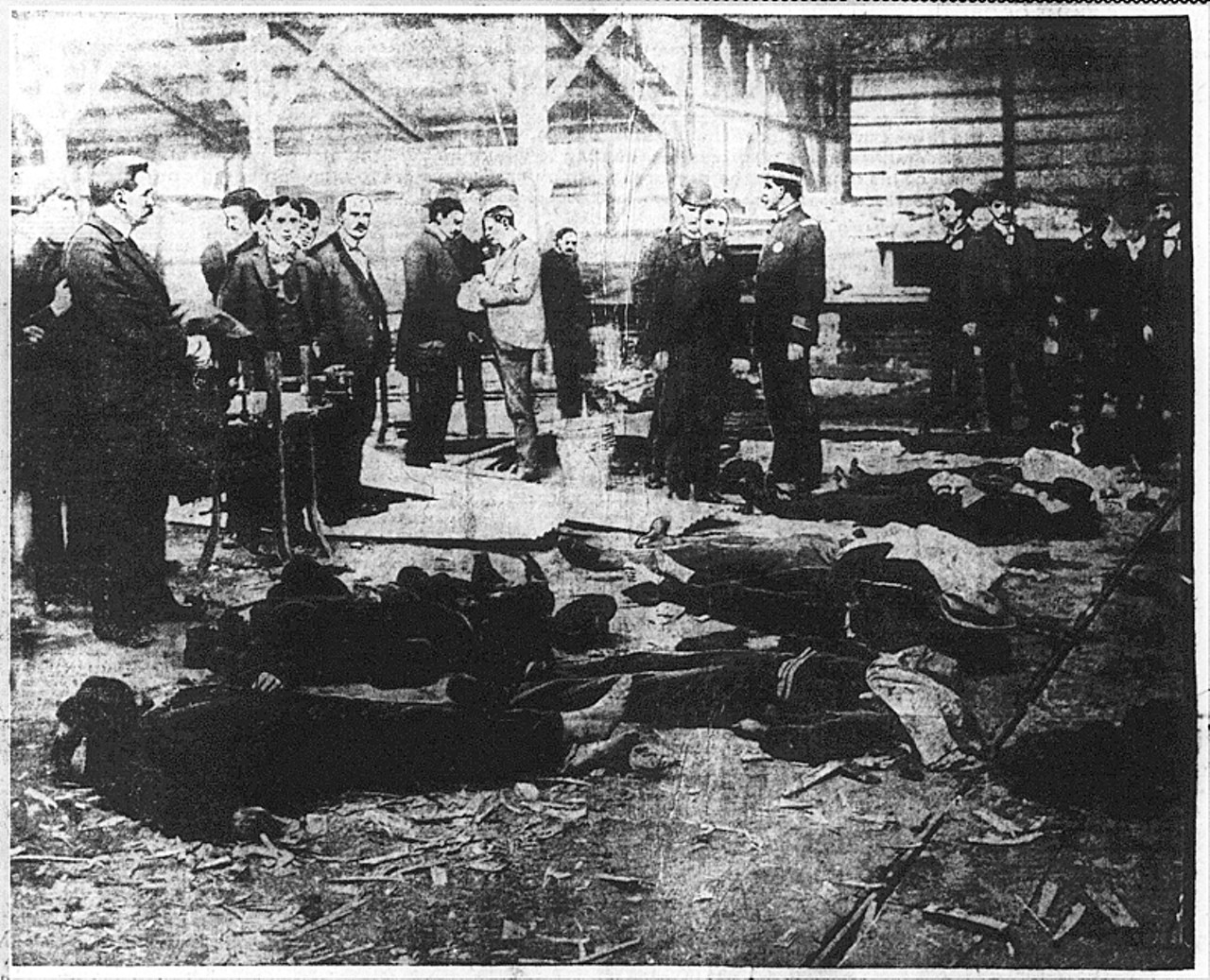
Thi thể các nạn nhân

## Bối cảnh
Bắt đầu từ năm 1892, các đội bóng bầu dục của Đại học California và Đại học Stanford tổ chức một trận đấu thường niên vào cuối tháng 11 hoặc đầu tháng 12. Sự kiện này được gọi là The Big Game. Từ năm 1892 đến năm 1900, trận thi đấu diễn ra tại sân vận động Recreation Park ở San Francisco vào ngày Lễ Tạ ơn. Sân vận động nằm trong một khu công nghiệp của San Francisco. Sau trận đấu năm 1900, địa điểm của sự kiện sẽ xen kẽ giữa các cơ sở của hai trường học.
Tại Big Game năm 1897, các phần khán đài bị đổ sụp dưới sức nặng của khán giả. Không có thiệt mạng, nhưng một cậu bé 10 tuổi phải nhập viện.

## Diễn biến
Vào ngày diễn ra trận đấu năm 1900, nhà máy ở San Francisco và Pacific Glass Works vừa mới khai trương đối diện sân vận động. Vì nhà máy mới hoạt động nên thời điểm chỉ có một lò nung hoạt động. Các lò nung còn lại dự kiến khởi công cho đến thứ Hai tuần sau. Lò nung cao 18,3 m và chứa đầy 15 tấn thủy tinh nóng chảy có nhiệt độ 1.650 °C. Lò nung được bao bọc bởi một loạt các thanh ràng buộc giống như những chiếc vòng croquet.
Trận đấu diễn ra lúc 2:30 chiều. với 19.000 khán giả trong sân vận động, với hàng nghìn người khác đang xem trên đường phố. Một nhóm từ 500 đến 1000 người không muốn trả 1 đô la cho một vé đã tập trung trên mái nhà của để xem miễn phí. Các nhân viên của nhà máy đã cố gắng gọi điện cho cảnh sát để yêu cầu đám đông giải tán nhưng thay vào đó yêu cầu nói chuyện với trung úy. Tuy nhiên, các sĩ quan đóng quân tại sân vận động đã từ chối.
Khoảng 20 phút sau, mái nhà bị sập do tải trọng quá lớn.
Ít nhất 100 người rơi xuống bốn tầng lầu của nhà máy. Sáu mươi đến một trăm người rơi trực tiếp xuống lò nung, nhiệt độ bề mặt của lò  ước tính vào khoảng 260 °C. Các thi thể bị thiêu cháy trong lò. Nhiều khán giả đã bị các thanh dây buộc chặt vào bề mặt lò khiến việc thoát ra ngoài khó khăn hơn. Đường ống dẫn nhiên liệu bị cắt đứt, khiến nhiều nạn nhân bị bỏng dầu nóng. Nhiên liệu và nhiều thi thể bốc cháy. Các nhân viên của nhà máy đã tìm cách đưa thi thể ra khỏi lò, sử dụng các cọc kim loại để kéo các thi thể ra khỏi tầm với.
Bất chấp sự cố, trận thi đấu vẫn tiếp tục, với chiến thắng của đội Stanford.

## Hậu quả
Thảm họa làm 13 người thiệt mạng và 9 người khác tử vong trong bệnh viện. Một người đàn ông 28 tuổi đã chống chọi với vết thương ba năm sau thảm họa, nâng số người tử vong lên 23 người. Tất cả các nạn nhân đều là nam giới và hầu hết là trẻ em.
Nhiều tờ báo của Mỹ đã đưa tin về vụ việc trên trang nhất. Hầu hết nội dung trong các phần thể thao là về chính vụ việc. Tờ San Francisco Chronicle gọi sự kiện này là "trận bóng gần nhất và thú vị nhất từng được chơi bởi các đội bóng của hai trường đại học California." Các nhà văn của các tờ báo sinh viên ở cả hai trường đại học cũng ít chú ý đến thảm họa.
Tờ San Francisco Call gọi vụ việc là "tai nạn kinh hoàng nhất từng xảy ra ở San Francisco".
Không có đài tưởng niệm nào cho các nạn nhân, chỉ lưu lại một cây thánh giá tại một ngôi mộ của cậu bé 12 tuổi. Địa điểm xảy ra thảm họa hiện nay là Đại học California.